# Pferdebahn der Gemeinde Französisch-Buchholz

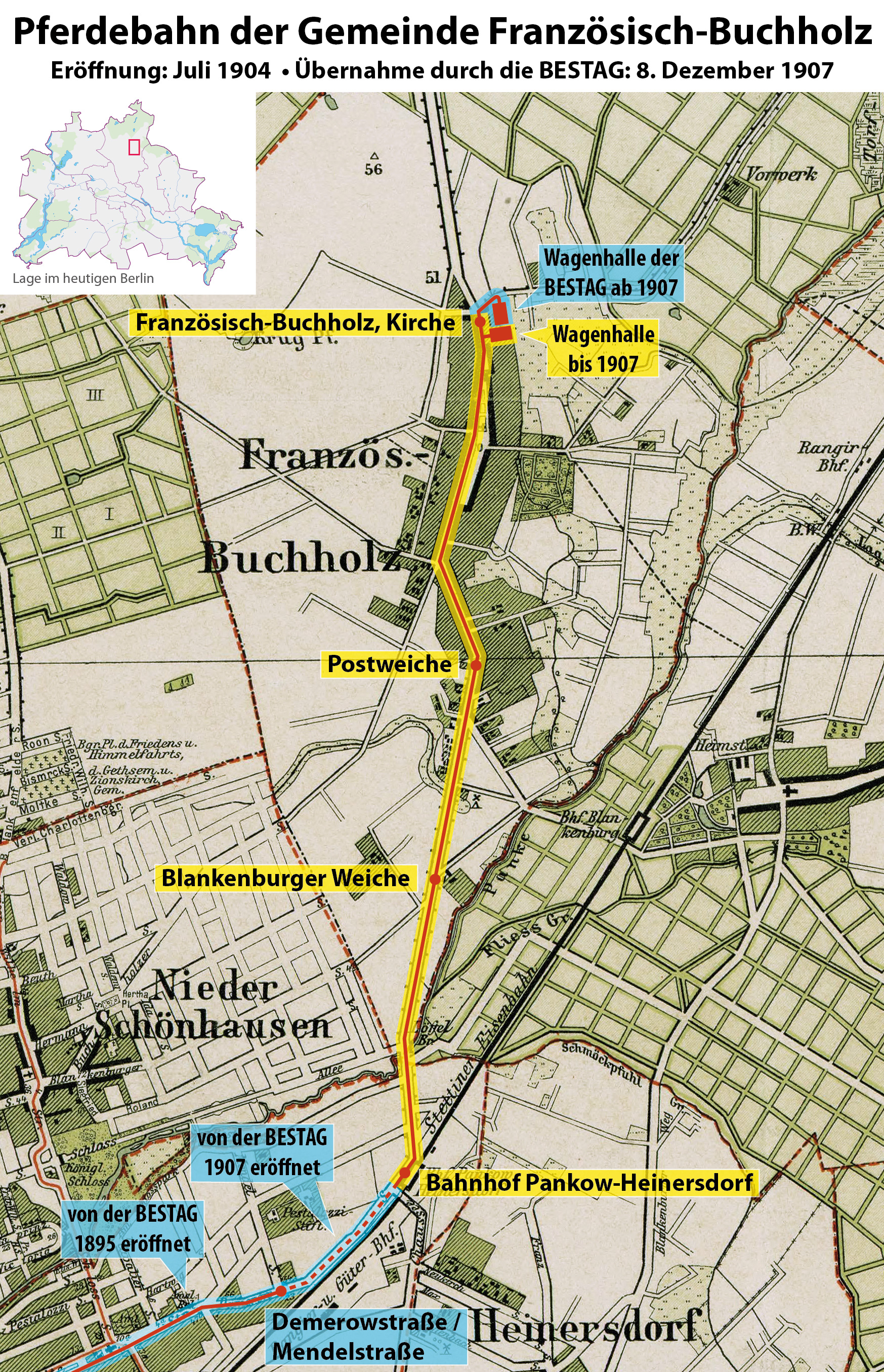
Verlauf der Pferdebahn

Die Pferdebahn der Gemeinde Französisch-Buchholz war ein Eigenbetrieb der damals nördlich von Berlin gelegenen Landgemeinde Französisch-Buchholz. Er umfasste eine etwa 3,3 Kilometer lange Straßenbahnlinie von der Buchholzer Dorfkirche zum Bahnhof Pankow-Heinersdorf. Die 1904 eröffnete Bahn wurde drei Jahre später von den Berliner Elektrischen Straßenbahnen (BESTAG) übernommen, elektrifiziert und nach Pankow verlängert. Sie ist bis heute als Bestandteil der Linie 50 der Berliner Straßenbahn in Betrieb. Mit Ausnahme der nur wenige Wochen bestehenden Pferdebahn des Flugplatzes Johannisthal handelte es sich um die letzte Pferdebahn auf dem heutigen Berliner Stadtgebiet.

## Geschichte

### Vorgeschichte
Die Gemeinde Französisch-Buchholz war zur Mitte des 19. Jahrhunderts eine Zwischenstation entlang der 1830 befestigten Chaussee von Berlin nach Prenzlau und als Ausflugsort bekannt. Das Erntefest im August lockte jährlich bis zu 10.000 Besucher an und bescherte der Gemeinde so entsprechende Einnahmen. Seit 1842 verlief die Hauptbahn Berlin–Stettin in zwei bis drei Kilometern Entfernung zum Dorfkern ohne Halt.
1860 wird erstmals eine Pferdeomnibus-Verbindung erwähnt. Die Kremserwagen fuhren zweimal täglich zum Alexanderplatz. Ab 1877 verkehrten die Wagen zum Bahnhof Blankenburg. Ab 1895 verkehrten die Busse über die Berlin-Prenzlauer Chaussee zum neu eröffneten Bahnhof Pankow-Heinersdorf. An beiden Bahnhöfen bestand eine Umsteigemöglichkeit zu den Vorortzügen von und zum Stettiner Bahnhof beziehungsweise Bernau.
Da es ab 1891 mit der Einführung der verbilligten Berliner Vororttarifs auf den von Berlin ausgehenden Bahnstrecken zum Anstieg der Fahrgastzahlen kam, war die Gemeinde zusehends um einen besseren Anschluss nach Berlin bemüht. Pläne für einen Bahnhof an der Stettiner Bahn oder der Zusatz Französisch-Buchholz am Bahnhof Blankenburg scheitern allerdings.

### Eigenbetrieb
| Linie | von                          | nach                  | Länge   |
| ----- | ---------------------------- | --------------------- | ------- |
| o.Nr. | Französisch-Buchholz, Kirche | Bf Pankow-Heinersdorf | 03,3 km |

Eine Alternative sah man in der Straßenbahn, die ab 1874 von Berlin nach Pankow führte und 1892 nach Niederschönhausen verlängert wurde. 1901 entstand am nördlichen Ende der Strecke ein Betriebshof. Die betriebsführende Große Berliner Straßenbahn (GBS) beabsichtigte den Weiterbau nach Buchholz, verlangte von der Gemeinde aber einen Zuschuss von 40.000 Mark, da sie die Strecke als unrentabel betrachtete. Die Gemeinde, die diese Forderung als nicht hinnehmbar ansah, beschloss daraufhin am 30. September 1903 einstimmig den Bau einer gemeindeeigenen Straßenbahn.

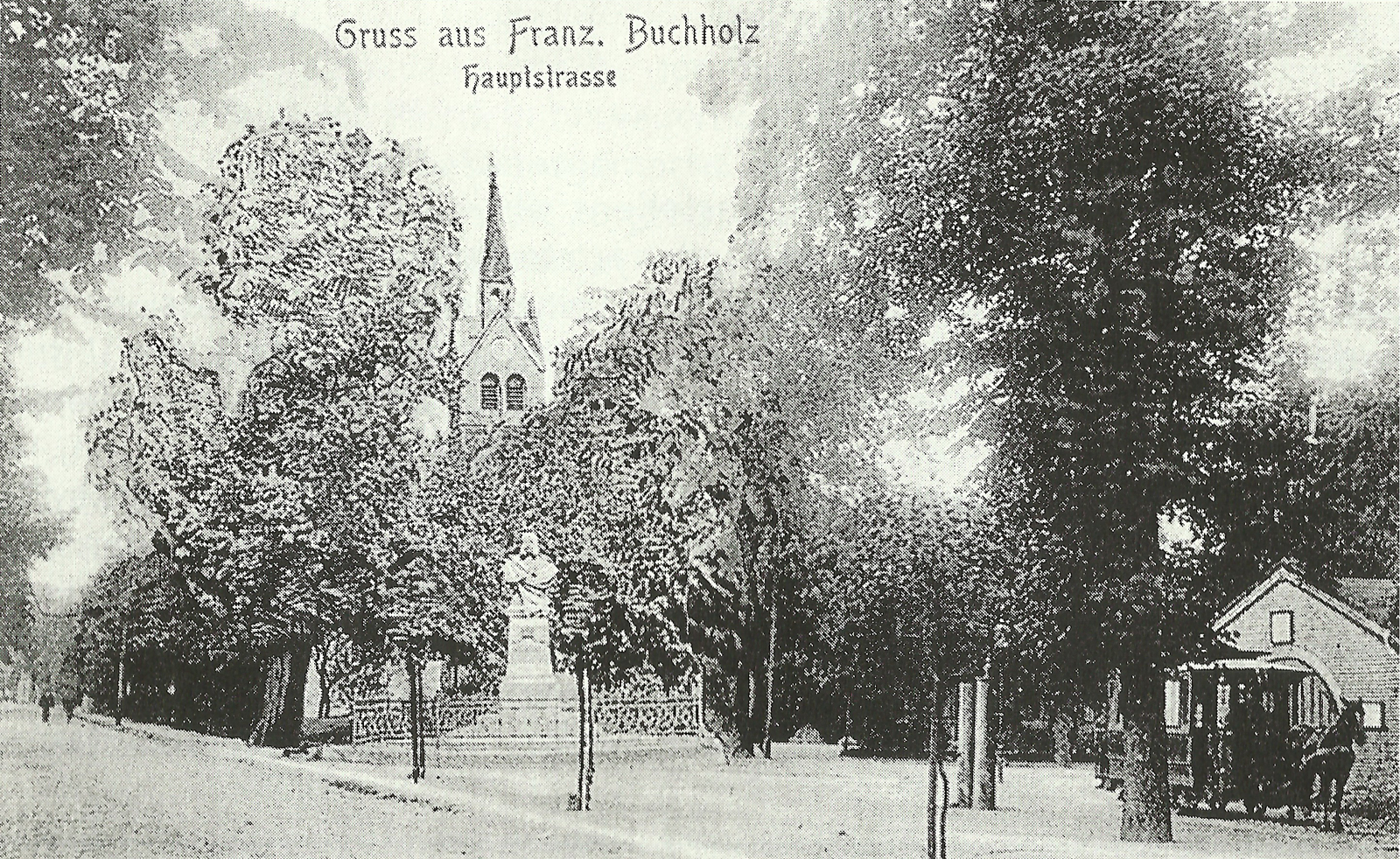
Postkarte mit Ansicht der Buchholzer Dorfkirche und der Pferdebahn (re.)

Mit dem Streckenverlauf vom Ortskern über die Berliner Straße zum Bahnhof Pankow-Heinersdorf wollte die Gemeinde einerseits die südlichen Gemeindegebiete besser erschließen, sowie andererseits Anschluss an das Netz der BESTAG schaffen, die unweit vom Bahnhof Pankow-Heinersdorf eine Endstelle in der Damerowstraße betrieb. Vermutlich aus Kostengründen wurde die Bahn als Pferdebahn ausgeführt, die Schienen waren jedoch auch für einen elektrischen Betrieb geeignet. Die Wagen kamen gebraucht von anderen Betrieben, als Depot wurde ein Grundstück im Auguste-Victoria-Garten in der Hauptstraße 56 verwendet.
Für die Bauausführung war die Berliner Firma Th. Schmidt zuständig, die nötigen Schienen lieferte Phoenix. Die Kosten in Höhe von 120.000 Mark sollten durch ein Amortisationsdarlehen der Niederbarnimer Kreissparkasse gedeckt werden.
Die Arbeiten sollen im Sommer 1904 aufgenommen worden sein und kamen nach kürzester Zeit zum Abschluss. Laut dem Niederbarnimer Kreisblatt kam es sogar zu einer Eröffnungsverzögerung, da die Schienen nicht rechtzeitig geliefert worden seien. Die Eröffnung fand im Juli 1904 statt, es werden hierbei jedoch mehrere Termine genannt. Gemäß einem Gemeindeschreiben vom 8. September 1904 war die Eröffnung am 9. Juli 1904, die Illustrierte Zeitschrift für Klein- und Straßenbahnen gibt den 10. Juli 1904 an und in der Zeitschrift für Kleinbahnen wird der 13. Juli 1904 angegeben. Die Genehmigungsurkunde für den Betrieb ist hingegen auf den 12. Juli 1904 datiert.

### Übernahme durch die BESTAG
| Linie | von              | nach                                     | Länge   |
| ----- | ---------------- | ---------------------------------------- | ------- |
| o.Nr. | Buchholz, Kirche | Treptow, Graetzstraße Ecke Plesserstraße | 19,6 km |

Im September und Oktober 1906 führte die Gemeinde Verhandlungen mit der BESTAG über die Elektrifizierung und Übernahme der Bahn. Am 15. Oktober 1906 kam es zu den ersten Vereinbarungen:
1. Die Gemeinde sollte der BESTAG die Gleise überlassen und die Konzession an selbige abtreten.

„Vertrag zwischen der Gemeinde Franz.-Buchholz und der Berliner elektrischen Straßenbahnen Akt. Ges. betr. den Bau und Betrieb einer elektrischen Straßenbahn von Pankow nach Franz.-Buchholz“

2. Die BESTAG sollte dafür den elektrischen Betrieb zwischen Französisch-Buchholz und der Mittelstraße in Berlin einrichten.
3. Die Gemeinde sollte der BESTAG ein Gelände zum Bau einer Wagenhalle überlassen.

Der Vertrag wurde am 22. Juli 1907 von Buchholzer Seite und am Folgetag seitens der BESTAG unterzeichnet. Die Elektrifizierungsarbeiten nebst dem Bau einer Verbindung vom Bahnhof Pankow-Heinersdorf über die Damerowstraße nach Pankow waren bis Dezember 1907 abgeschlossen. Die landespolizeiliche Abnahme erfolgte am 19. Dezember 1907 ab 10:30 Uhr, etwa anderthalb Stunden darauf begann der elektrische Betrieb.
Die Linie verkehrte zunächst bis zur Kreuzung Prinzenallee/Ecke Badstraße. Der Wagenabstand lag bei 35 Minuten. Die vertraglich vereinbarte Verlängerung zur Mittelstraße erfolgte zum 15. Februar 1911, gleichzeitig wurde der Wagenabstand auf 20 Minuten verringert. Mit der Eröffnung des Lindentunnels wurde die Linie auf bestehenden Strecken der BESTAG bis Treptow, Graetzstraße verlängert. 1920 schloss sich die BESTAG mit der GBS und den Straßenbahnen der Stadt Berlin zur Berliner Straßenbahn zusammen. Im Folgejahr erhielt die Buchholzer Linie die Nummer 116.

### Entwicklung nach 1920
Nach mehrmaligen Linienänderungen Anfang der 1920er Jahre übernahm ab Mai 1924 die Linie 24 die Bedienung nach Buchholz. Sie führte ab Damerowstraße weiter über die Wollankstraße und Gesundbrunnen in Richtung Innenstadt. Ab 1931 kam zusätzlich die Linie 49 als Verbindung über die Schönhauser Allee in Richtung Hackescher Markt zum Einsatz.

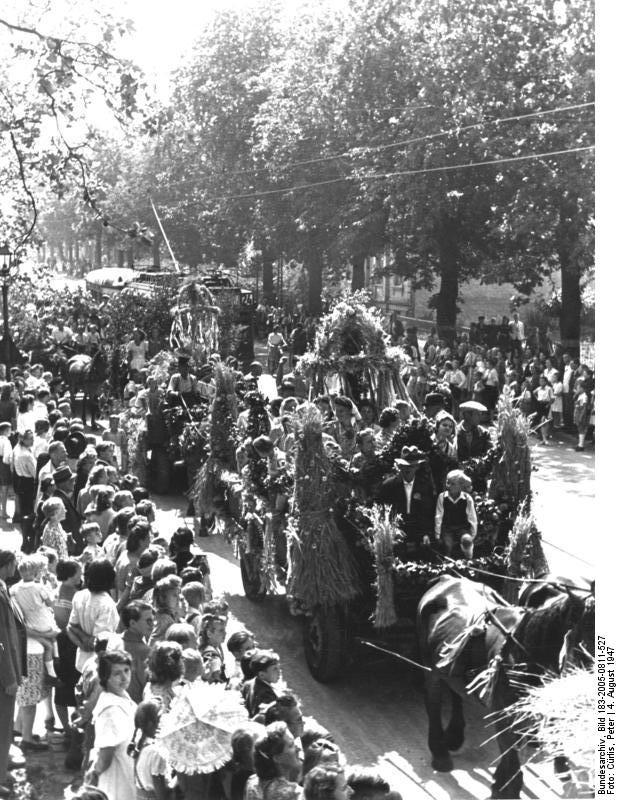
Umzug mit Straßenbahn anlässlich des Buchholzer Erntefests 1947

Nach dem Zweiten Weltkrieg wurden beide Linien im August beziehungsweise September 1945 wieder eingeführt. Die Linie 24 wurde bis zum Bahnhof Gesundbrunnen zurückgezogen, die Linie 49 verkehrte zunächst bis zum U-Bahnhof Danziger Straße (heute Eberswalder Straße), bevor 1950 die Schleife am Hackeschen Markt wieder in Betrieb ging. Bedingt durch die Teilung des Straßenbahnnetzes wurde die Linie 24 ab dem 16. Januar 1953 zum Bahnhof Rosenthal an der Heidekrautbahn umgeleitet, bevor man sie am 19. Januar 1953 einstellte.
| Linie | von              | nach             | Länge   |
| ----- | ---------------- | ---------------- | ------- |
| 49    | Buchholz, Kirche | Hackescher Markt | 11,4 km |

| Linie | von                               | nach                      | Länge   |
| ----- | --------------------------------- | ------------------------- | ------- |
|       | Französisch-Buchholz, Guyotstraße | Wedding, Virchow-Klinikum | 14,4 km |

Mit der Wiedervereinigung erfolgte zum 1. Januar 1992 auch der Zusammenschluss der beiden Berliner Verkehrsbetriebe. Am 23. Mai 1993 trat an die Stelle der Linie 49 die Linie 50 mit gleichem Verlauf. Zu dieser Zeit beschloss der Berliner Senat die Errichtung eines Wohnungsneubaugebietes westlich des Buchholzer Dorfkerns. Zur Erschließung war eine 1,7 Kilometer lange Neubaustrecke von der Buchholzer Kirche über die Mühlenstraße und dem Rosenthaler Weg zur Endhaltestelle an der Guyotstraße vorgesehen. Später sollten eine Verbindung über den Rosenthaler Weg zum Betriebshof Niederschönhausen sowie eine südliche Anbindung von der früheren Postweiche zum Bahnhof Blankenburg folgen. Der seit 1997 verkehrenden Omnibuslinie 259 folgte am 29. September 2000 die Linie 50. Die bisherige Blockumfahrung an der Buchholzer Dorfkirche wurde gleichzeitig aufgegeben und die Gleise später entfernt. Mit der Einführung des Metrotram-Konzepts im Dezember 2004 wurde der südliche Endpunkt der Linie 50 zum Virchow-Klinikum im Wedding verlegt.

## Betrieb

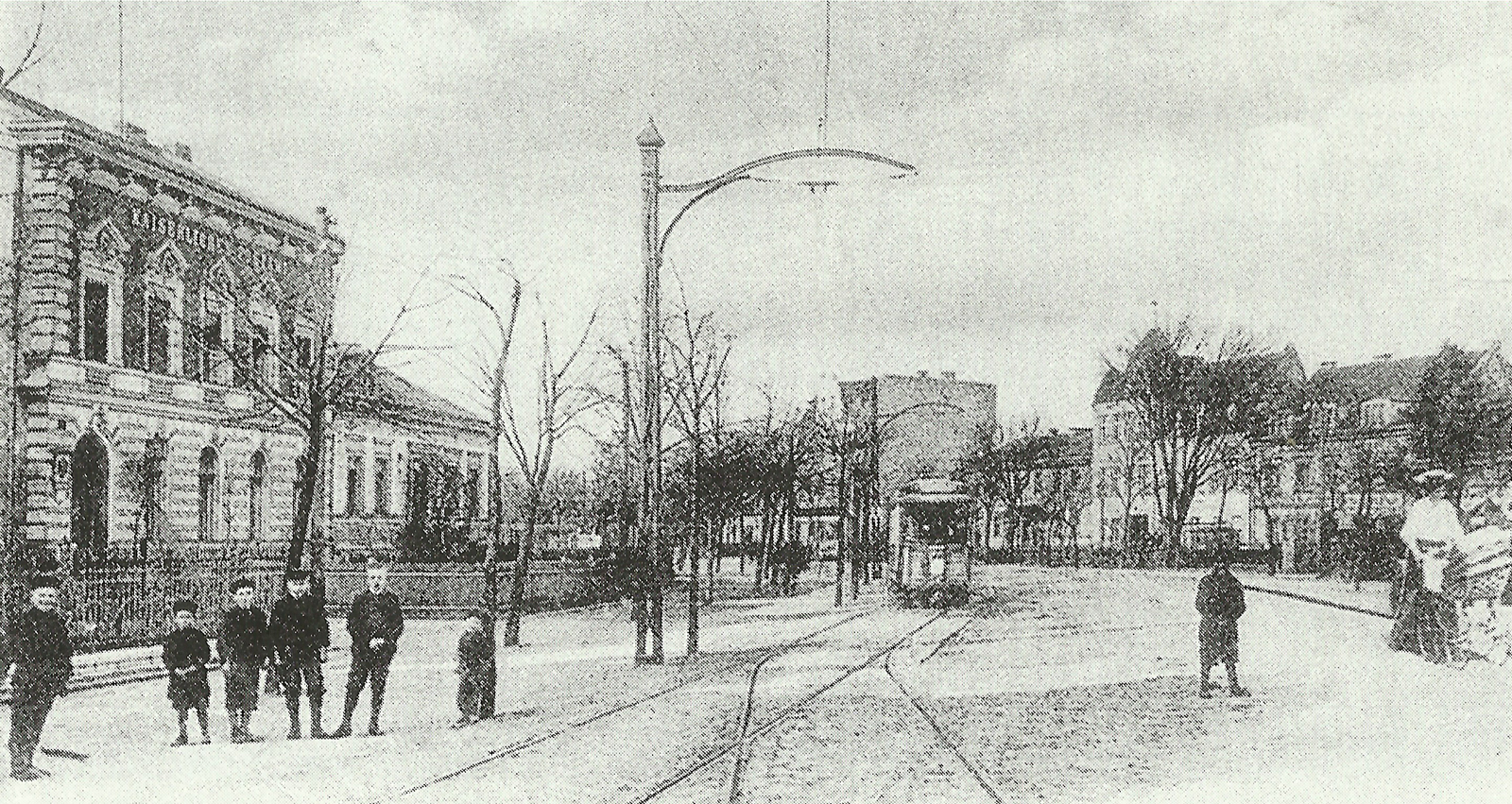
Triebwagen der BESTAG auf Höhe der Postweiche

### Streckenbeschreibung
Die Strecke hatte eine Länge von etwa 3,3 Kilometern. Sie begann am Bahnhof Pankow-Heinersdorf auf der südöstlichen Straßenseite vor dem Empfangsgebäude. Das Gleis wechselte zunächst auf die westliche Seite der Pasewalker Straße, wo die Ausweiche der Endhaltestelle lag. Das Gleis führte weiter in Straßenrandlage, es wurde nach 1907 vom Individualverkehr getrennt. Am Übergang in die Berliner Straße befand sich die Blankenburger Weiche. Die nächste Ausweiche lag am Übergang der Berliner Straße in die Dorfstraße auf Höhe der Buchholzer Post, sie wurde treffend als Postweiche bezeichnet. Die Endstelle befand sich in der Buchholzer Dorfaue. Ein Ausziehgleis führte in die Gravensteinstraße und weiter zum Depot.

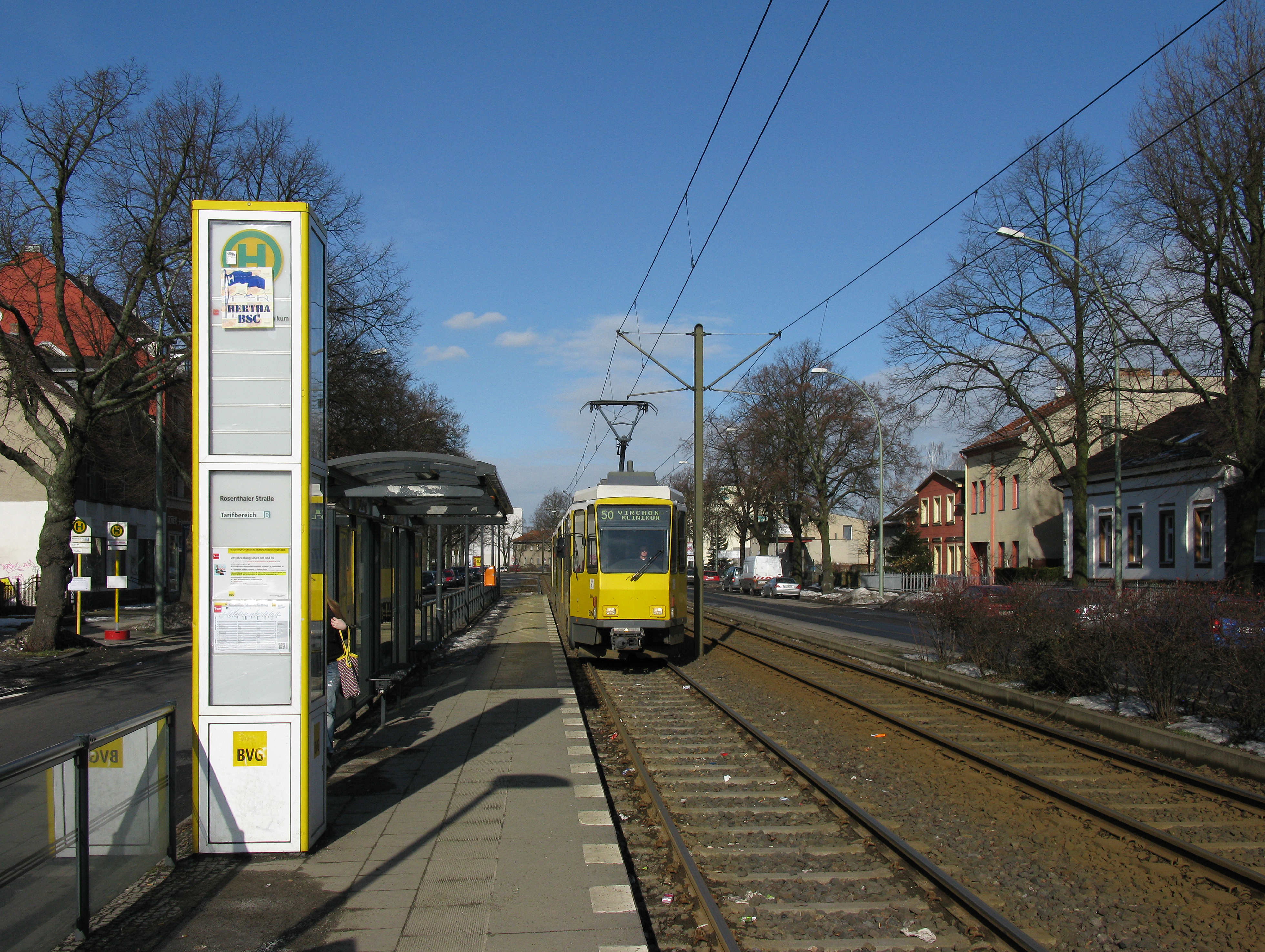
Tatra KT4D an der Haltestelle Rosenthaler Straße auf Höhe der ehemaligen Postweiche

Ab 1907 kreuzte die Industriebahn Tegel–Friedrichsfelde die Straßenbahngleise auf halber Strecke zwischen der Buchholzer Grenze und der Blankenburger Weiche. Dieser niveaugleiche Übergang blieb bis zur Stilllegung der Industriebahn bestehen.
Anfang der 1930er-Jahre erfolgte der Ausbau der Berliner Straße auf zwei Fahrbahnen mit einem zweigleisigen Mittelstreifen für die Straßenbahn zwischen der Blankenburger Weiche und der Postweiche. An der Endstelle Buchholz wurde, um beim Ausflugsverkehr weitere Abstellkapazitäten zu haben, ein Gleisdreieck in der Parkstraße angelegt. Ende der 1930er Jahre verlegte man das Gleis vor dem Bahnhof Pankow-Heinersdorf auf die nordwestliche Seite, um den Verkehr von und zur anschließenden Straßenbrücke über die Stettiner Bahn nicht zu behindern.
Um den Einsatz von Einrichtungsfahrzeugen zu ermöglichen, wurde das Gleisdreieck in Buchholz 1958 zu einer Wendeschleife mit Blockumfahrung ausgebaut.
Ab 1969 wurde der zweigleisige Ausbau fortgesetzt. Zunächst wurde 1970 der Abschnitt zwischen der Pankow-Buchholzer Grenze und dem Übergang in die Berliner Straße übergeben. Der Ausbau der Prenzlauer Promenade südlich der Stettiner Bahn zu einem Autobahnzubringer führte 1971 zur Verlegung der Verbindungsstrecke in der Damerowstraße in den parallel verlaufenden Stiftsweg. Im Folgejahr versah man die verbliebenen eingleisigen Abschnitte in Buchholz mit einem zweiten Gleis.

### Pferde und Wagen

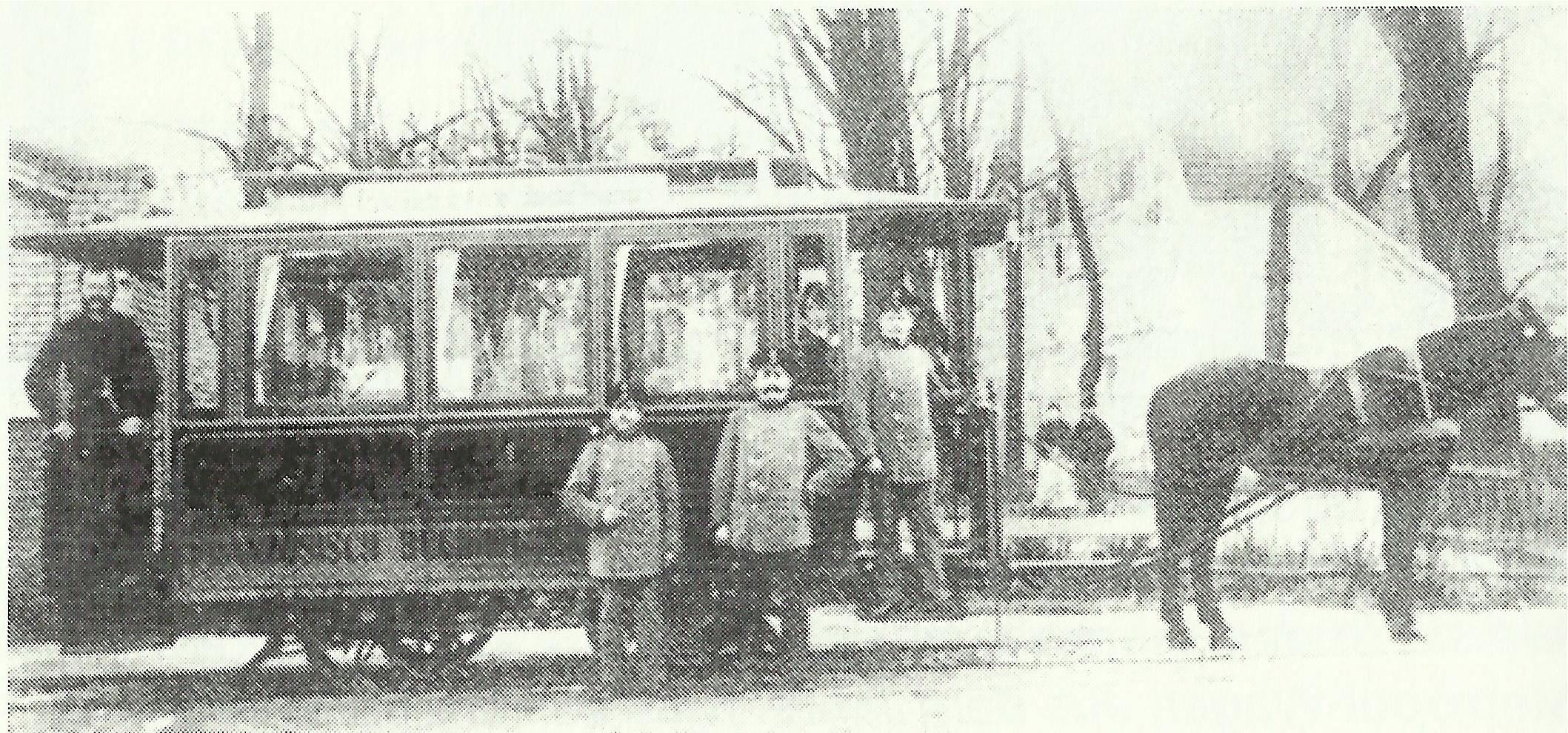
Wagen 4 (?) der Buchholzer Pferdebahn

Da die meisten umliegenden Betriebe ihr Netz zur Jahrhundertwende elektrifiziert hatten, konnte die Gemeinde ihre Wagen gebraucht erwerben. Insgesamt setzte sie sieben Wagen ein, davon ein Salzwagen. Drei Wagen mit Baujahr 1880 kamen vermutlich aus Hamburg. Drei weitere Wagen waren Zweispänner des Typs Metropol und konnten von der GBS erworben werden. Historische Fotos und eine Zuschrift des Deutschen Lehrer-Tierschutzvereins vom 7. Dezember 1906 zeigen auf, dass die Metropol-Wagen nur mit einem Pferd bespannt wurden.
Mit der Übernahme übernahm die BESTAG die Hamburger Wagen und baute sie zu elektrischen Beiwagen um. Sie führten die Nummern 170 bis 172. 1911 erfolgte ihre Ausmusterung. Die übrigen Wagen wurden wie die acht Pferde versteigert.
Beim elektrischen Betrieb setzte die BESTAG zunächst ihre Triebwagen aus der ersten Lieferserie von 1895 ein. Sie wurden 1911 durch achtfenstrige Maximum-Triebwagen ersetzt. Bis Ende der 1950er Jahre war der Fahrzeugeinsatz recht vielfältig, vor allem die Bauart 1924 verkehrte häufig auf der Linie. Mit dem Bau der Wendeschleife in Buchholz konnten Einrichtungsfahrzeuge eingesetzt werden, die Linie wurde so in den folgenden 30 Jahren fast ausschließlich mit Rekowagen bedient. Nach 1990 erfolgte die Umstellung auf tschechische Tatrawagen; zunächst die Typen T6A2D/B6A2D, später der Typ KT4D. Ergänzt werden diese heute von Niederflurwagen des Typs GT6N, um eine behindertengerechte Bedienung zu ermöglichen.

### Betriebshof

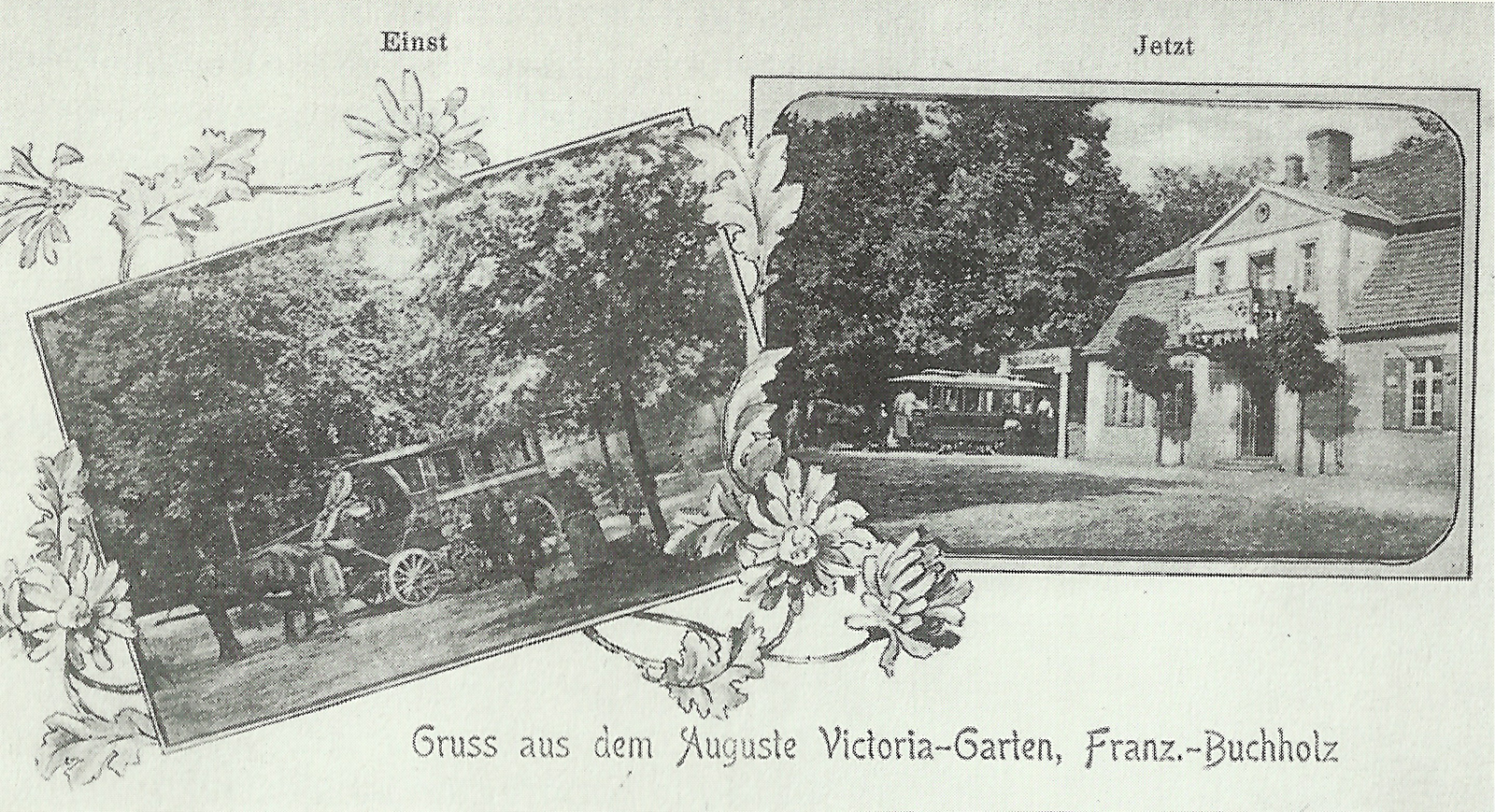
Postkarte vom Auguste-Victoria-Garten mit Abbildungen des Pferdeomnibusses (li.) und der Pferdebahn (re.)

Der Betriebshof und die Stallungen der Pferde befanden sich auf dem Gelände des Auguste-Victoria-Gartens an der Hauptstraße 56. 1907 errichtete die BESTAG in der Gravensteinstraße eine neue Wagenhalle und verkaufte das alte Depot an den Besitzer des Auguste-Victoria-Gartens für 287,50 Mark. Die Schienen wurden im Jahr darauf vom Grundstück entfernt. Die neue Halle mit einer Grundfläche von 620 Quadratmetern bot drei Wagen Platz. Mit dem Zusammenschluss zur Berliner Straßenbahn wurde sie 1920 geschlossen.

### Tarif
Der Tarif war über die Dauer einfach gehalten. Eine Einzelfahrt kostete zehn Pfennig, Schülerkarten waren für fünf Pfennig und Wochenkarten für 80 Pfennig erhältlich. Teilstreckentarife gab es nicht.
Mit Übernahme durch die BESTAG kam zunächst deren Zehn-Pfennig-Einheitstarif zur Anwendung. Mit der Verlängerung der Linie zur Mittelstraße wurde auf der Linie ein Fahrpreis von 15 Pfennig erhoben, die Teilstrecken von Buchholz zur Badstraße beziehungsweise von der Damerowstraße zur Mittelstraße waren für zehn Pfennig erhältlich. Monatskarten kosteten ab dieser Zeit 6,70 Mark beziehungsweise 9,20 Mark. Ab dem Ende des Ersten Weltkriegs wurde der Tarif inflationsbedingt angehoben, bevor er durch den Einheitstarif der Berliner Straßenbahn abgelöst wurde.